# Unión Popular Federal
Unión Popular Federal es un partido político argentino fundado en 1955 como Unión Popular por Juan Atilio Bramuglia, exministro de Relaciones Exteriores del presidente Juan Domingo Perón, con el fin de crear una alternativa al justicialismo que se encontraba proscripto. Desde entonces ha participado en casi todas las elecciones, presentando candidatos propios o formando frentes con otros partidos.

## Contexto
Poco tiempo después del derrocamiento del gobierno constitucional de Juan Domingo  Perón en septiembre de 1955, el partido Peronista, fundado en diciembre de 1947, fue proscripto y su actividad declarada ilegal. No obstante, los compañeros seguidores del líder depuesto continuaban constituyendo un tesoro político y un capital electoral que atraía tanto a políticos como a dirigentes gremiales. Durante la primera mitad de 1956 arreció la polarización política, lo que podía dificultar la concreción del proyecto partidario de Bramuglia. Esta agudización se manifestó en el mes de marzo, con un decreto presidencial que prohibía a toda persona que hubiera ostentado un cargo jerárquico en el plano nacional, provincial o municipal entre 1946 y 1955 postularse para cualquier cargo en las elecciones. Un grupo de oficiales militares pro-peronistas, encabezado por los generales Juan José Valle y Raúl Tanco, intentó levantarse en el mes de junio. El gobierno descubrió el complot en una etapa temprana y mandó fusilar sin juicio a por lo menos 27 personas acusadas de participar en el pronunciamiento. La hostilidad entre ambos bandos, el peronista y el antiperonista, recrudeció.
Fue en este ambiente de polarización que Bramuglia hizo las siguientes declaraciones en pro de un pluralismo democrático a la revista Así:

"Me referiré primeramente al punto de la pacificación del país, porque en cada mujer, en cada hombre, en cada familia se está deseando la paz, para poder trabajar y forjar el porvenir de la patria a través de una cultura política que debe estar a cargo de los partidos políticos"

Esta declaración contrasta nítidamente, en contenido y espíritu, con las Directivas generales para todos los peronistas que distribuyera Perón algunas semanas más tarde, y con las Instrucciones generales para los dirigentes, de julio de 1956. En estos dos documentos se distingue una postura combatiente e intransigente a favor de una insurrección nacional, esto demuestra que el General Perón había establecido dos grandes frentes de batalla contra la proscripción.

## Historia

### Fundación
Así, en diciembre de 1955, fue fundado el Partido Unión Popular por el Dr. Juan Atilio Bramuglia, el mismo que había acompañado a Juan Domingo Perón en su gestión en la Secretaría de Trabajo y Previsión, colaborador de la estructuración de la coalición peronista que venció en las elecciones de febrero de 1946 y había sido su ministro de Relaciones Exteriores (1946-1949) hasta su caída en desgracia con Perón.
El primer nombre que había considerado Bramuglia fue "Partido Radical-Laborista", pero el líder histórico del Partido Laborista, Cipriano Reyes, con un grupo de adherentes, se adelantó a reivindicar para sí el nombre de laboristas. El siguiente nombre considerado fue "Partido Popular", pero al final se optó por Unión Popular. El pequeño grupo de fundadores de la UP incluía a varios ex radicales (entre otros, César Guillot y Bernardino Horne); varios exfuncionarios y diplomáticos de la cancillería (como Atilio García Mellid, Enrique Corominas, Carlos R. Desmarás, Pascual La Rosa); un exjuez, Enrique Aftalión; y un exfuncionario municipal de la Ciudad de Buenos Aires, Raúl Salinas, entre otros.
En unas declaraciones a la prensa que hiciera al cabo de algunas semanas en Montevideo, Bramuglia explicó que se trataba de un proyecto por iniciativa de un grupo de "amigos". Este grupo fundador acompañaba a Bramuglia desde hacía muchos años, en algunos casos desde la década del treinta, o al menos desde la aparición del peronismo a mediados de los cuarenta. Según el testimonio de quien fuera el secretario general de la UP y uno de sus más destacados dirigentes a lo largo de la década del sesenta, Rodolfo Tecera del Franco, el partido fue fundado para servir como una especie de "aguantadero" en el que se pudieran refugiar los peronistas mientras el partido estuviera proscripto. En la práctica, los objetivos iban mucho más lejos. Bramuglia fue de los primeros en comprender la necesidad de medirse en un sistema político institucionalizado.

### Primeras elecciones (1957)
La UP enarbolaba banderas peronistas. Según un columnista contemporáneo, "la plataforma electoral [de Bramuglia] está destinada a complacer a todos: a los obreros y a los patrones, a los industrialistas y a los agricultores, a los padres de familia y a las fuerzas armadas y, sobre todo, a la clase media, para la que pide un estatuto de protección especial".
La creación de la UP despertó gran interés en el sistema político argentino, por lo que gozó de amplísima cobertura en los medios de comunicación.
La proscripción del partido peronista creó un espacio en el que podían actuar las formaciones como la UP, aunque no hubieran obtenido el reconocimiento oficial. La primera vez que la UP debió medir sus fuerzas en las urnas fue en las elecciones nacionales para Convencionales Constituyentes, con representación proporcional, en julio de 1957. El propósito del nuevo partido de presentar a sus candidatos contrastaba con las órdenes del General Perón. Perón al principio optó por la abstención como expresión de repudio al gobierno militar y las elecciones. Pero para evitar una mayor represión antiperonista, decidió ordenar a sus seguidores el voto en blanco. Finalmente, la UP no participó en estas elecciones. Al igual que la directiva de Perón, el partido sugirió a sus seguidores depositar su voto en blanco, manifestando así que no reconocía la legitimidad de un sistema político que se negaba a posibilitar la participación del peronismo en un proceso electoral. En un discurso pronunciado el 20 de julio, Bramuglia aclaró que la Unión Popular “no quiere penetrar en el pleito ni apoyar con sus votos las tendencias que se disputan el predominio interno de viejas ideologías, que, en nuestro concepto, no han comprendido la evolución nacional e internacional, por lo cual no tenemos otro camino que la abstención y pide por ello a todos los afiliados que voten en blanco”
Para varios investigadores, como McGuire, por ejemplo, el abstencionismo de la UP en estas elecciones demostraba su condición de ser el "más ortodoxo" de los partidos pro-peronistas y el más elástico a la hora de adecuarse a las directivas de Perón. Meses más tarde se convocó a un plenario nacional donde más de 500 representantes de todo el país participaron en los debates de la carta orgánica partidaria. El resultado fue un documento cuyo principio rector era una división en tres de todos los cargos en el partido y de las representaciones en sus diversas instituciones: un tercio para los trabajadores, un tercio para los "políticos" y otro tercio para las mujeres. Este procedimiento histórico demuestra la visión tanto personal del Dr Bramuglia como la influencia directa del General Perón en conceptos de participación de los sectores gremiales y de la rama femenina que en años posteriores sería adoptado por el Partido Justicialista e incluido en el sistema electoral nacional.

### Elecciones de 1958
Al componer la fórmula presidencial de la UP, sus líderes buscaron candidatos que, por un lado, fueran aceptables para diversos círculos de las capas intermedias y que, por otra parte, fueran identificados como peronistas leales a los principios básicos del Justicialismo y por lo tanto pudieran gozar del apoyo de sectores significativos de la clase obrera. La convención en Córdoba consideró oportuno nominar al binomio Alejandro Leloir - Juan A. Bramuglia. Leloir, que fuera nombrado por el propio Perón como el último presidente del Consejo Superior del Partido Peronista en agosto de 1955, había sido en sus orígenes un político radical al que Bramuglia captó para el bando peronista cuando se desempeñó como interventor federal en la provincia de Buenos Aires, en 1945. Recibió con satisfacción su elección como candidato de la UP a la presidencia: “Mi nombre estará siempre al servicio de la patriótica causa de la unidad de las fuerzas populares. Por lo tanto, acepto tan elevada misión y agradezco la distinción que ella significa”.
El gobierno permitió a varios partidos pro-peronistas, incluyendo la UP, que se registraran en los tribunales electorales y presentaran candidatos. La Marina protestó enérgicamente; su ministro, el almirante Teodoro Hartung, pidió al presidente provisional de la Nación, el teniente general Pedro Aramburu, que convocara una reunión urgente de la Junta Militar. Citando el diario de Hartung, Potash cuenta que la Junta Militar se reunió el 24 y 29 de enero para tratar el tema de los partidos pro-peronistas, que para la Marina eran simplemente el partido peronista con otros nombres. El presidente Aramburu; el ministro de Ejército, el general Víctor Majó; y el de Aeronáutica, el comodoro Jorge Landaburu, no compartían el temor de la Marina de una victoria electoral peronista con un rótulo denominado Unión Popular.

"Framini, Anglada, Perón en la Rosada!" (Decían las mariposas)

### Elecciones de 1962
A mediados de 1961 se anunció que la fórmula que el peronismo presentaría en la provincia de Buenos Aires sería integrada por Andrés Framini como gobernador y Juan Domingo Perón como vicegobernador. El ministro del Interior del presidente Arturo Frondizi, Alfredo Vítolo, había firmado un documento con los jefes militares, garantizando que no se permitiría a Perón volver al país. A fines de enero de 1962, Vítolo anunciaba que el gobierno rechazaría la candidatura del expresidente exiliado. Paralelamente, el juez electoral Leopoldo Isaurralde -de abierta filiación antiperonista- declaraba que "Juan Perón no podía ser candidato por no tener residencia en el país, no estar en el padrón y ser un fugitivo de la justicia". Para que nada quedara librado al azar, al mismo tiempo el cardenal Antonio Caggiano recordaba que la excomunión del "tirano prófugo" estaba en vigencia; (a pesar de que años más tarde la Santa Sede desmintió que se lo hubiera excomulgado alguna vez).
Proscritos Perón y el peronismo, finalmente se oficializó la fórmula bonaerense con Andrés Framini y Francisco Marcos Anglada, que concurrieron a las urnas dentro de la UP, al igual que en la Capital Federal, Córdoba, La Pampa, Chaco, Jujuy y Tucumán; en Mendoza, Santiago del Estero y Entre Ríos con el nombre Tres Banderas; en Neuquén como Movimiento Popular Neuquino (MPN); en Río Negro como Partido Blanco; en Misiones como Partido Justicialista (PJ); y en Chubut y Santa Cruz como Partido Populista.
El 4 de febrero de 1962 el diario El Plata, en la página 5 informaba sobre la presentación de candidatos a legisladores en la provincia de Buenos Aires de la UP.
Hay que recordar que la elección del 18 de marzo de 1962 empuja la caída de Arturo Frondizi; los votos del peronismo, que se había presentado con diferentes denominaciones (Unión Popular, Tres Banderas, Laborista) habían alcanzado en el orden nacional 2.530.000 votos contra 2.425.000 de la UCRI y 1.753.000 sufragios del Radicalismo del Pueblo (UCRP), el 18 de marzo de 1962 la fórmula peronista Framini-Anglada resultó elegida con más de 1.170.000 votos para la gobernación de la provincia de Buenos Aires.

### Periodo 1962-1970
De 1962 a 1970 el presidente de la UP es el diputado nacional Dr. Rodolfo Tecera del Franco. El 26 de abril de 1965 es elegido Vicepresidente 1° de la Honorable Cámara de Diputados de la Nación. Fue secretario general de UP el neurocirujano Raúl Matera.
El 7 de julio de 1963 se celebraron elecciones a la Presidencia de la Nación. 
Desde el 29 de marzo de 1962 hasta el 11 de octubre de 1963 se vivió un período de paz pactada con las Fuerzas Armadas. Tras la deposición de Frondizi, el presidente provisional del Senado, senador por Río Negro, José María Guido, juraba ante la Corte Suprema de la Nación en el Palacio Judicial como nuevo presidente. La maniobra, urdida por el ministro de Defensa de Arturo Frondizi, Rodolfo Martínez, y el ministro de la Corte Suprema, Julio Oyhanarte, en la que no estuvo ajeno Roberto Etchepareborda, último ministro de Relaciones Exteriores, toma de sorpresa al poder militar, a los sindicatos y a la sociedad argentina.
El primer decreto que firma es, anular las elecciones del 18 de marzo donde había triunfado la UP. A pesar de la anulación, el 1º de mayo Framini concurre acompañado por varios dirigentes a la casa de gobierno platense, labrando un acta. Andrés Framini, con sus eternos lentes oscuros, marcha desde la Legislatura a la Casa de Gobierno de la provincia escoltado por un grupo de dirigentes, la policía de la Provincia de Buenos Aires le impide el acceso a la misma, solía recordar el mismo Framini, con una sonrisa en los labios que el oficial a cargo le dijo: "disculpe, señor Gobernador pero no me permiten franquearle el paso". 
La CGT emitía un documento titulado "Por el respeto a la voluntad popular y a la Constitución", en el que expresaba la preocupación de "la Comisión Provisoria de la Confederación General del Trabajo ante los acontecimientos que conmueven al país, traducidos en el brutal desconocimiento de un pronunciamiento comicial de intachable desarrollo por el triunfo de la UP, vulnerando la esencia del régimen democrático; la amenaza ya cierta de la completa subversión del orden constitucional y la destrucción de las instituciones básicas de nuestro sistema republicano y democrático de gobierno para sustituirlo por un poder militar dictatorial".
El exministro de Defensa Martínez, ahora designado Ministro del Interior por Guido, debía resolver también la legalización de la UP como una agrupación política peronista que pudiera ser aceptada, y luego integrarla en una coalición electoral de una forma que no produjera alarma en las fuerzas armadas.  La idea del ministro era que, tal vez, Onganía se decidiera a pedir su retiro de la actividad y pudiera encabezar la coalición. Sin embargo, el dictamen judicial conocido el 8 de marzo, determinando que la UP había cumplido con las condiciones para adquirir su estatus legal, provocó malestar en la marina y en la fuerza aérea. El secretario de la Marina, por presión de sus oficiales, pidió que la decisión de reconocer a la agrupación peronista fuera apelada a un tribunal superior. Pero ante la oposición del ministro y de los secretarios de las otras armas, la decisión quedó firme. El secretario de la Marina señaló a Guido que esto haría que su fuerza no se sintiera comprometida con el proceso.
Pero el desafío más importante que enfrentaba el gobierno y las autoridades militares era encontrar la fórmula para que hubiera una participación lo suficientemente amplia en las elecciones como para que el nuevo gobierno tuviera legitimidad, sin permitir a la vez que el peronismo controlara dicho gobierno. El exministro Martínez había buscado un acuerdo informal con los líderes de la UP para que limitaran su participación política a posiciones legislativas y a unas pocas gobernaciones. Pero ahora, la cúpula del ejército exigía garantías legales de que la UP no se transformara en el camino para el “retorno de la dictadura peronista”. De esta manera, Villegas obtuvo la firma del presidente Guido para la emisión de un decreto, el 17 de mayo, que restringía la participación de la UP a cargos legislativos. La medida provocó grandes protestas entre los grupos peronistas. Así, el 18 de mayo de 1963 el Poder Ejecutivo dictó el decreto 4.046/63 en el que se prohibía a la UP a presentar candidatos a la Presidencia y a Senador Nacional.
En julio de 1965 la CGT resuelve lanzar la quinta etapa del plan de lucha, que consiste en marchas y actos en Capital y Gran Buenos Aires. El 17 de octubre de 1965 la UP convoca a un acto en Parque Patricios (en Buenos Aires), al que adhiere la CGT y distintos partidos políticos (Partido Justicialista, Partido Demócrata Cristiano, Partido Socialista Argentino, Partido Socialista Argentino de Vanguardia). Aunque es prohibido por el ministerio del Interior el acto se realiza; se producen choques entre manifestantes y la policía, con un saldo de 1.500 detenidos. La CGT convoca a un paro activo para el 21 de octubre; como resultado de los choques callejeros con la policía, mueren tres obreros por heridas de bala: José Gabriel Mussi, Angel Norberto Retamar, y Méndez.
En 1965 el ambiente político continuó complicado ante las elecciones de 1966. Se sabe que muchos integrantes del Ejército, por entonces trabajaban en la destitución de las autoridades constitucionales y en los planes futuros. En marzo el gobierno proscribió al Partido Justicialista, pero autorizó al peronismo a presentarse como UP, controlada por el sindicalismo vandorista. En las elecciones de diputados de este año, la UP, obtuvo la mayoría de votos y pasó de 8 a 52 legisladores. Los comicios de renovación legislativa parcial convocados para marzo de 1965 tuvieron gran importancia política y fueron una derrota para el gobierno, el peronismo se presentó como UP. Los resultados determinaron que los peronistas habían obtenido 2.848.000 votos frente a 2.600.000 de la UCRP, el MID de Arturo Frondizi tuvo 587.000 votos, y la UCRI de Oscar Alende 411.000; la Democracia Progresista 288.000, la Democracia Cristiana 248.000, UDELPA 183.000, y los Socialistas Democráticos 172.000. Los peronistas consiguieron que un total 52 legisladores de su sector ocuparan bancas.
Desde 1970 hasta 1980 la UP fue presidida por el abogado platense Dr. Carlos Insua quien fuera juez de la Nación, presidente del Club Gimnasia de la Ciudad de la Plata (1948-1955), diputado nacional en el año 1973, y candidato a diputado nacional en la elección del 18 de marzo de 1962 por UP.

### Actividad posterior
Antonio Cafiero fundó en 1985 en la Provincia de Bs. As. la "Renovación Peronista". En las elecciones legislativas encabezó la lista de Diputados Nacionales de la Provincia de Buenos Aires por el Frente Renovador integrado por la UP, entre otros. Fue elegido diputado nacional, ganando las elecciones al Partido Justicialista encabezado por Herminio Iglesias.
En julio de 2009 la Justicia Electoral bonaerense confirmó la caducidad del partido en la Provincia "debido a que esos movimientos no obtuvieron en los dos últimos comicios el 2% del padrón electoral, tal como lo exige la ley".
En las elecciones presidenciales de 2011, Eduardo Duhalde fue el candidato presidencial por Unión Popular, que junto a otras corrientes del Peronismo Federal forman el Frente Popular.
El 18 de marzo de 2020 el partido cambia de nombre a Unión Popular Federal.

## Resultados electorales

### Elecciones presidenciales
|  | 0,98 % |

|  | 14.90 % |

|  | 12.19 % |

|  | 0.01 % |

|  | 0.28 % |

|  | 14.11 % |

|  | 1.40 % |

|  | 5.86 % |

|  | 21.39 % |

|  | 40.28 % |

### Elecciones al congreso
| Año  | Votos                       | %                     | Diputados      | Senadores      | Nota |
| ---- | --------------------------- | --------------------- | -------------- | -------------- | --- |
| 1958 | 106.837                     | 1,29%                 | 0/187          | 0/46           | |
| 1960 | Sin datos                   | Sin datos             | 0/192          |                | |
| 1961 | Sin datos                   | Sin datos             |                | 0/46           | |
| 1962 | 1.592.446                   | 18,20%                | 23/192         |                | Frente Justicialista |
| 1963 | 193.091                     | 2,45%                 | 5/192          | 2/46           | |
| 1965 | 2.786.244                   | 31,12%                | 36/192         |                | |
| 1966 | Sin datos                   | Sin datos             |                | 3/46           | |
| 1973 | 1.757.784                   | 14,76%                | 3/243          | 1/69           | Alianza Popular Federalista |
| 1983 | 1.490                       | 0,01%                 | 0/254          | 0/46           | Sin alianza en Tucumán |
| 1985 | No se presentó              | No se presentó        | No se presentó | No se presentó | No se presentó |
| 1986 | No se presentó              | No se presentó        | No se presentó | No se presentó | No se presentó |
| 1987 | 38.839                      | 0,24%                 | 0/254          |                | Frente Movimiento Unión Popular 17 de Octubre en PBA Alianza con Partido Federal Republicano en Córdoba Sin alianza en Ciudad de Buenos Aires y Provincia de Misiones                     |
| 1989 | No se presentó              | No se presentó        | No se presentó | No se presentó | No se presentó |
| 1991 | 272.120                     | 1,73%                 | 0/257          |                | Frente de la Esperanza en Tucumán Sin alianza en Provincia de Buenos Aires y Ciudad de Buenos Aires                                                                                       |
| 1992 | No se presentó              | No se presentó        | No se presentó | No se presentó | No se presentó |
| 1993 | No se presentó              | No se presentó        | No se presentó | No se presentó | No se presentó |
| 1995 | 872                         | 0,01%                 | 0/257          | 0/72           | Sin alianza en Salta |
| 1997 | 171.720                     | 1,00%                 | 0/257          |                | Alianza para el Trabajo, la Justicia y la Educación en Salta |
| 1998 | Sin datos                   | Sin datos             |                | 0/72           | |
| 1999 | 1.049                       | 0,01%                 | 0/257          |                | Sin alianza en Salta |
| 2001 | 36.943 (D) 37.086 (S)       | 0,26% (D) 0,25% (S)   | 0/257          | 0/72           | Alianza para el Trabajo, la Justicia y la Educación en Salta |
| 2003 | 6.124 (D)                   | 0,04% (D)             | 0/257          | 0/72           | Frente Movimiento Popular y Social en San Juan Sin alianza en Provincia de Buenos Aires y Salta                                                                                           |
| 2005 | 30.405 (D)                  | 0,18% (D)             | 0/257          | 0/72           | Frente Unión Popular en Provincia de Buenos Aires Sin alianza en Salta |
| 2007 | 124.466 (D) 3.852 (S)       | 0,69% (D) 0,09% (S)   | 0/257          | 0/72           | Frente Vamos en Provincia de Buenos Aires Alianza con MODIN en Ciudad de Buenos Aires Frente Unión Popular en Misiones Sin alianza en Corrientes y Mendoza                                |
| 2009 | 702.424 (D)                 | 3,64% (D)             | 0/257          | 0/72           | Alianza Propuesta Republicana en CABA y Misiones Frente Unión por San Juan |
| 2011 | 750.198 (D) 655.519 (S)     | 3,65% (D)             | 1/257          | 0/72           | Dip. Martín Redrado (Capital Federal) Frente Popular en PBA, Corrientes, Misiones y San Juan Sin alianza en CABA, Jujuy, Mendoza, Neuquén y Tierra del Fuego                              |
| 2013 | 4.407.310 (D) 738.760 (S)   | 19,49% (D)            | 0/257          | 0/72           | Frente Renovador en Provincia de Buenos Aires Frente Unión PRO en Ciudad de Buenos Aires y Jujuy Frente Unidos en Misiones Cambio Popular (GEN y UP) en Corrientes Sin alianza en Neuquén |
| 2015 | 3.681.662 (D) 665.370 (S)   | 15,79% (D)            | 0/257          | 0/72           | UNA en PBA, Córdoba, Corrientes, Entre Ríos, Mendoza y Misiones Cambiemos en Ciudad de Buenos Aires Sin alianza en Neuquén                                                                |
| 2017 | 2.100.255 (D) 1.094.182 (S) | 8,54% (D) 9,22% (S)   | 0/257          | 0/72           | 1País en Provincia de Buenos Aires, CABA y Neuquén Unión por Córdoba ECO + Cambiemos en Corrientes Sin alianza en Misiones                                                                |
| 2019 | 1.717.462 (D) 519.588 (S)   | 6,70% (D) 9,22% (S)   | 0/257          | 0/72           | Frente de Todos en Catamarca, Entre Ríos y Neuquén Juntos por el Cambio en Corrientes y Mendoza Frente Renovador de la Concordia en Misiones                                              |
| 2021 | 5.496.653 (D) 940.243 (S)   | 23,63% (D) 13,21% (S) | 0/257          | 0/72           | Juntos por el Cambio en PBA, Corrientes y Mendoza Frente de Todos en CABA, Catamarca, Entre Ríos y Neuquén Frente Renovador de la Concordia en Misiones Sin alianza en Córdoba            |